# Schelle Sport
Koninklijke Schelle Sport is een Belgische voetbalclub uit Schelle. De club is aangesloten bij de KBVB met stamnummer 4926 en heeft blauw-geel als kleuren. De club speelt al heel zijn bestaan in de provinciale reeksen. De club treedt aan met A-elftal in 3e provinciale, B-elftal in 4e provinciale, Reserven en meer dan 30 jeugdploegen, waarvan 10 ploegen op provinciaal niveau. De club heeft ook een zeer actieve G- en Auti-werking. In totaal telt de club meer dan 500 spelende voetbal-leden.

## Geschiedenis
In Schelle was in 1932 al een club met de naam Racing Schelle opgericht. De club was aangesloten bij de Vlaamse Voetbalbond, een met de Belgische Voetbalbond concurrerende amateurvoetbalbond. In 1938 wilde men bij de Belgische Voetbalbond aansluiten, maar het terrein werd echter afgekeurd. Bovendien was de Tweede Wereldoorlog op til, en de club hield het voor bekeken.
In 1948 werd een nieuwe club opgericht in Schelle, Schelle Sport. De club bleef in de provinciale reeksen spelen.
In 2010 bouwde Schelle Sport een modern sportcomplex met Sportcafé dat toegang geeft aan een 200-tal supporters en 12 kleedkamers voor de spelers. Dit complex werd in 2021 uitgebreid tot 17 kleedkamers met bijkomende medische- vergader- en secretariaatslokalen en een ruim zonneterras. Tevens werden naast de 3 tennisterreinen ook 3 Padel-terreinen aangelegd.
Sinds 2016 beschikt Schelle Sport naast 3 grasvelden ook over een kunstgrasveld met LED-verlichting.
Sinds 2019 bezit de club het twee-sterren label voor provinciaal jeugdvoetbal.
Sinds begin 2025 bezit de club een 4 sterren label voor inter-provenciaal jeugdvoetbal.

## Resultaten
Schelle Sport A
| Seizoen | Klasse  | Klasse  | Klasse  | Klasse  | Reeks               | Punten | Opmerkingen                                                       |
|         | 1e Prov | 2e Prov | 3e Prov | 4e Prov |                     |        |                                                                   |
| ------- | ------- | ------- | ------- | ------- | ------------------- | ------ | ----------------------------------------------------------------- |
| 2007/08 |         |         | 4       |         | Derde Prov. Antw.   | 51     |                                                                   |
| 2008/09 |         |         | 8       |         | Derde Prov. Antw.   | 50     |                                                                   |
| 2009/10 |         | 11      |         |         | Tweede Prov. Antw.  | 34     |                                                                   |
| 2010/11 |         | 11      |         |         | Tweede Prov. Antw.  | 36     |                                                                   |
| 2011/12 |         | 14      |         |         | Tweede Prov. Antw.  | 26     | degradatie                                                        |
| 2012/13 |         |         | 7       |         | Derde Prov. Antw.   | 43     |                                                                   |
| 2013/14 |         |         | 6       |         | Derde Prov. Antw.   | 44     |                                                                   |
| 2014/15 |         |         | 14      |         | Derde Prov. Antw.   | 34     | degradatie                                                        |
| 2015/16 |         |         |         | 2       | Vierde Prov. Antw.  | 71     | eindronde (verlies)                                               |
| 2016/17 |         |         |         | 3       | Vierde Prov. Antw.  | 74     | eindronde (verlies) ; promotie door bijkomende stijgers           |
| 2017/18 |         |         | 10      |         | Derde Prov. Antw.   | 38     |                                                                   |
| 2018/19 |         |         | 12      |         | Derde Prov. Antw.   | 36     |                                                                   |
| 2019/20 |         |         | 8       |         | Derde Prov. Antw.   | 43     | Competitie stopgezet na 26 speeldagen door Covid-19               |
| 2020/21 |         |         | -       |         | Derde Prov. Antw.   | -      | Competitie stopgezet en geannuleerd na 5 speeldagen door Covid-19 |
| 2021/22 |         |         | 8       |         | Derde Prov. Antw.   | 45     |                                                                   |
| 2022/23 |         |         | 6       |         | Derde Prov. Antw.   | 52     | eindronde (verlies)                                               |
| 2023/24 |         |         | 2       |         | Derde Prov. Antw.   | 60     | eindronde (verlies)                                               |
| 2024/25 |         |         | 4       |         | Derde Prov. Antw.   | 53     | eindronde (verlies)                                               |
| 2025/26 |         |         |         |         | Derde Prov. Antw. A |        |                                                                   |

Schelle Sport B
| Seizoen | Klasse  | Klasse  | Klasse  | Klasse  | Reeks                | Punten | Opmerkingen         |
|         | 1e Prov | 2e Prov | 3e Prov | 4e Prov |                      |        |                     |
| ------- | ------- | ------- | ------- | ------- | -------------------- | ------ | ------------------- |
| 2021/22 |         |         |         | 12      | Vierde Prov. Antw.   | 24     |                     |
| 2022/23 |         |         |         | 6       | Vierde Prov. Antw.   | 50     | eindronde (verlies) |
| 2023/24 |         |         |         | 6       | Vierde Prov. Antw.   | 53     |                     |
| 2024/25 |         |         |         | 12      | Vierde Prov. Antw.   | 32     |                     |
| 2025/26 |         |         |         |         | Vierde Prov. Antw. A |        |                     |